# Manfredo Manfredi (politico)
Manfredo Manfredi (Pieve di Teco, 26 aprile 1928 – Imperia, 12 febbraio 2013) è stato un politico italiano, deputato della Repubblica Italiana per la VII, VIII, IX, X e l'XI Legislatura della Camera dei deputati.
È stato anche Presidente della Provincia di Imperia dal 1965 al 1975 e consigliere provinciale.